# Serranito (plat)
Pour les articles homonymes, voir Serranito.
Le serranito est un sandwich et une recette originale typique de l'Andalousie,, qui trouve son origine à Séville,.

## Origines
Les origines de ce plat aujourd'hui typique se trouvent dans les bars Échate pa' ya des quartiers de Cerro del Águila et Juan XXIII à Séville dans les années 1970,. À partir de cette formule, l'ex-novillero José Luis Cabeza Hernández, connu sous le nom de José Luis del Serranito pendant sa vie professionnelle, a breveté la marque et le terme Serranito, ainsi que la tapa,. Les deux premiers établissements portant ce nom ont été ouverts au public au cours des années 1980, le premier le 30 mars 1983, le second en décembre 1987.

## Préparation
Le serranito original est servi dans une viennoise andalouse ou dans un pain mollete, et est préparé avec des steaks d'échine de porc, une ou plusieurs tranches de jambon sec (du jamón ibérico ou une marque de jambon comme Jamón Serrano par exemple), des tranches de tomate, du poivron vert frit. Les poivrons utilisés sont de type italien, longs et faciles à faire frire. Ce sandwich est généralement accompagné d'une sauce mojo picón rouge, qui est habituellement servie dans un bol séparé afin que chaque convive puisse se servir comme il le souhaite, bien que certaines personnes le servent également avec un aïoli ou une mayonnaise. Ce plat est généralement accompagné de frites.
Ces dernières années, des variantes de la recette traditionnelle sont apparues. Il est courant que les menus des bars proposent un choix entre l'échine de porc et le blanc de poulet, ce dernier étant généralement un peu plus cher. Il est également courant de trouver des serranitos accompagnés d'une omelette française.